# Mehrspartensportverein
Ein Mehrspartensportverein ist ein Sportverein, in dem mehrere Sportarten ausgeübt werden – unabhängig von der Anzahl der Abteilungen, der Organisationsform, dem Zweck und der Intensität. Die Zusammensetzung der jeweiligen Sportarten ist nicht zwingend geplant, sondern in der Vergangenheit zufällig entstanden.

## Geschichte
Nach Aufhebung der Turnsperre im Jahre 1842 wurden viele Turnvereine gegründet. Unter Turnen verstand man Gymnastik mit und ohne Geräte. Mit der Entwicklung der Turnvereine ging in den 1860er Jahren eine aus England kommende neu entstehende Sportbewegung einher, die immer neue Vereinsgründungen hervorbrachte und den Menschen Befreiung aus meist unfreiwillig bestimmten Lebensverhältnissen brachte. Sportvereine gingen häufig aus informellen, geselligen Gruppen hervor, die Sport als Freizeitvergnügen ausgeübt hatten. Das aus England übernommene Konkurrenzstreben, mit anderen Sportlern Leistungsvergleiche auszutragen, benötigte die Vereinsorganisation. Die Jahre von 1900 bis zum Beginn des Ersten Weltkriegs erhöhten durch den allgemeinen Aufschwung den Lebensstandard der Bevölkerung und schufen ein neues Körper- und Gesundheitsbewusstsein. Es gab innerhalb der Vereine Auseinandersetzungen in Bezug auf die Ideologie zwischen „traditionellem“ und „modernem“ bürgerlichen Verständnis sowie der sozialen Struktur. Dies führte dazu, dass Kaufleute, Offiziere und höhere Beamte in den Turnvereinen blieben und Handwerker, Gesellen, Angestellte und die niedrigen Soldatendienstgrade sich anders orientierten. Dem Drängen vieler junger Vereinsmitglieder zu sportlicher Betätigung trugen die Turnvereine durch die Gründung weiterer Abteilungen Rechnung, die sich im Namen widerspiegelten: aus dem TV wurde der TuS oder TSV. Umtriebige Sportler und Funktionäre waren gleichzeitig in verschiedenen Sportvereinen aktiv.
Nach dem Ersten Weltkrieg musste sich die deutsche Turnerschaft einer wachsenden Konkurrenz anderer Sportverbände stellen, und es gab erste Tendenzen zu „Mehrspartenvereinen“ durch interne Aufgliederungen in Knaben-, Nachwuchs-, Turner-, Männer- und Frauenabteilungen.

„Fräulein Dähn behandelte die Frage des Beitritts weiterer älterer Fräulein zur Damenabteilung. Sie führte aus, daß sich noch manche älteren Fräulein melden würden, wenn eine Riege von gleichaltrigen Fräulein gegründet werde; Es sei begreiflich, daß ältere Turnerinnen lieber unter sich seien...“

Funktional etablierten sich Abteilungen aller möglichen Sportarten sowie Betriebssportgemeinschaften, Eisenbahner- und Postsportvereine.

## Organisation

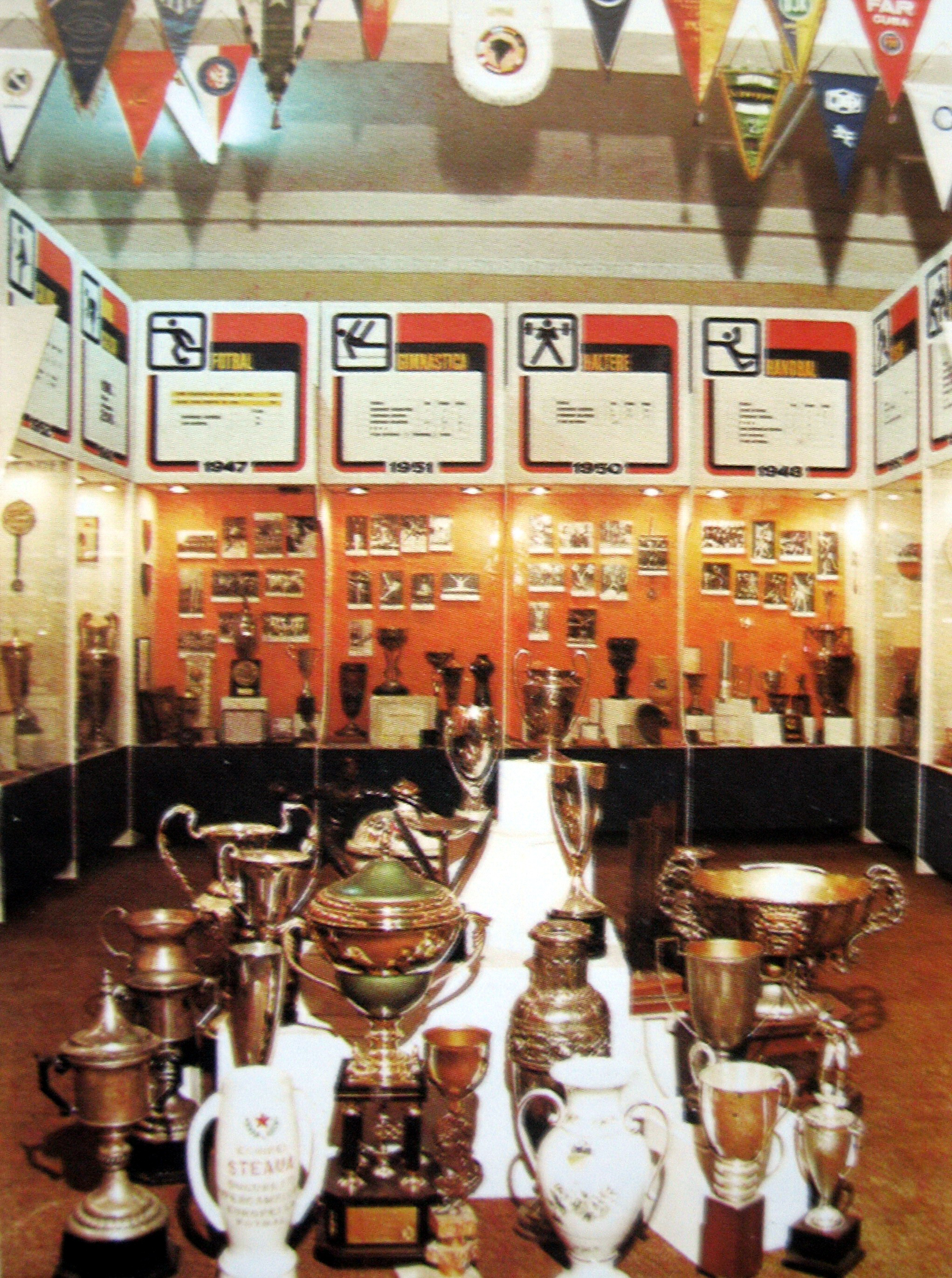
Trophäen von Steaua Bukarest

Mehrspartensportvereine können Profi- und Amateurabteilungen, aber auch Kindersportschulen oder Gesangsabteilungen integrieren. Wettkampf- oder Kinder- und Jugend-Sportler gehen mit denselben Vereinsfarben in die Auseinandersetzung und demonstrieren eine eigene Identität. 
In Frankreich werden die Mehrspartensportvereine seit 1988 innerhalb des Nationalen Olympischen Komitees (CNOSF) durch den Französischen Verband der Multisportvereine (FFCO) unter dem Vorsitz von Gérard Perreau-Bezouille vertreten. Der FFCO sieht sich als Sprachrohr der Mehrspartensportvereine und unterstützt sie bei Verwaltungs- und Managementaufgaben.

## Sportstätten
Nur wenige vermögende Vereine besaßen vor 1918 eine eigene Sportstätte mit Vereinsheim, die meisten unter ihnen war auf Wirtshaussäle angewiesen. Hier fanden die regelmäßigen Vereinsabende und das gesellige Beisammensein statt. Die Vereine haben häufig kein Eigentum an Sport- und Gymnastikhallen sowie an Hallenbädern, die von der Kommune gestellt werden.